# Pavol Bajči
Pavol Bajči (*13. listopadu 1927 Veličná) je slovenský agronom, pedagog a odborník na skladování a technologie rostlinných produktů.

## Život
Narodil se do početné rodiny se šesti dětmi. V roce 1947 absolvoval reálné gymnázium v Dolném Kubíne a začal studovat na Vysokej škole poľnohospodárskeho a lesníckeho inžinierstva v Košiciach. Po rozdělení školy a přesunu do Nitry (1952) se Bajči staral o výuku řady předmětů. Později působil jako vedoucí oddělení skladování a technologie rostlinných produktů a získal zde tituly kandidáta věd a docenta. V roce 1969 byl zvolen do funkce prorektora, za své názory v letech 1968/69 byl přinucen v roce 1974 ze školy odejít. Kromě toho mu byla na 10 let zakázaná jakákoliv publikační činnost. Následně nastoupil do podniku v Bučanech, kde se věnoval výzkumu cukrové řepy.
V letech 1991-93 působil jako vedoucí Katedry mliekarstva a technológie poľnohospodárskych produktov (po jejím rozdělení pak jako vedoucí Katedry skladovania a spracovania rastlinných produktov) na Slovenskej poľnohospodárskej univerzitě (SPU) v Nitre. V roce 1993 odešel do důchodu.

## Dílo (výběr)
Bajči je autorem řady učebnic a studijních textů.
- Technológia poľnohospodárskych produktov. [1. časť], 1970, Bratislava:Príroda
- Základy potravinárskej výroby. Technológia-cukrovarníctvo pre 2. roč. stredných všeobecnovzdelávacích škôl, 1963, Bratislava:Slovenské pedagogické nakladateľstvo

Publikoval také v odborných časopisech.

## Ocenění
V roce 2007 získal zlatou medaili SPU za pedagogickou, vědeckou a organizátorskou činnost.